# Neurath 2 und 5
Die normalspurigen Tenderlokomotiven Neurath 2 und 5 waren von der Firma Jung mit den Fabriknummern 9838 und 11970 hergestellte Industrielokomotiven der Bauart D n2t. Die Lokomotive Nr. 2 wurde 1942 an die Gewerkschaft Neurath geliefert. 1953 wurde die Lokomotive Nr. 5 nachgeliefert.
Die Lokomotiven erhielten 1960 bei Rheinbraun die Nummern 323 und 326 und waren bis 1969 im Einsatz. Danach wurden die Lokomotiven ausgemustert und verschrottet.

## Geschichte
Entwickelt wurden die Lokomotiven für den Betrieb bei den Brikettfabriken im Rheinischen Braunkohlerevier, betrieben mit stückiger Braunkohle oder Braunkohlenbrikett. Dafür mussten sie mit einem speziell entwickelten Rost und einem vergrößerten Verbrennungsraum sowie Funkenfängerkaminen gebaut werden.
Die erste Lokomotive wurde 1942 geliefert und als Neurath 2 bezeichnet, unmittelbar, bevor die Konstruktionseinschränkungen und Vereinfachungen an den Lokomotiven infolge des Zweiten Weltkrieges in Kraft traten. Nach dem Zweiten Weltkriege wurde 1953 eine zweite Lokomotive mit der Bezeichnung Neurath 5 geliefert.
Die beiden Lokomotiven waren stets bei der Gewerkschaft Neurath eingesetzt und bedienten die etwa 6 km lange Verbindungsbahn von der Grube Fortuna zum Übergabebahnhof Oekoven.

### RBW 323 und 326
Ab 1960 wurden sie von RBW – Rheinischen Braunkohlenwerke mit den Betriebsnummern 323 und 326 versehen. Unterhalten wurden sie in der Werkstätte in Grefrath. Diesen Dienst versahen sie bis Ende der 1960er Jahre, dann wurden sie von Diesellokomotiven abgelöst. Nach der Ausmusterung fand sich kein Käufer, so dass beide 1969 verschrottet wurden.

## Konstruktion
Beide Lokomotiven wiesen ganz wenig Unterschiede auf. Sie waren schwer ausgeführt und als Naßdampflokomotiven besonders leisungsstark. Das befähigte sie, auch schwere Übergabezüge von der Grube zum Übergabebahnhof Oekoven zu befördern.
Sie hatten einen starken geschweißten Blechrahmen. Im Rahmen waren die drei hinteren Achsen gleichmäßig gelagert, die vordere Achse war mit etwas vergrößertem Abstand im Rahmen. Die zweite sowie vierte Achse war seitenverschiebbar, die erste und zweite fest geführt.
Der Kessel war besonders wuchtig ausgeführt und bestand aus einer vergrößerten Feuerbüchse und einem speziellen Rost für die Verfeuerung von Braunkohle. Er war besonders leistungsfähig und konnte eine Leistung um etwa 770 PS entwickeln. Der Kessel bestand aus zwei Schüssen, auf dem ersten saß der Dampfdom und auf dem zweiten der Sandkasten, von ihm wurden die zweite und dritte Achse von vorn und hinten gesandet.
Sie waren mit der Druckluftbremse ausgerüstet, die Luftpumpe hatte ihren Platz rechts neben der Rauchkammer.